# Теребовля
Теребо́вля (укр. Теребовля, др.-рус. Теребовль, пол. Trembowla, до 1944 года носил название Трембовля) — город в Тернопольском районе Тернопольской области Украины. Административный центр Теребовлянской городской общины.

## География

### Расположение и физическая география

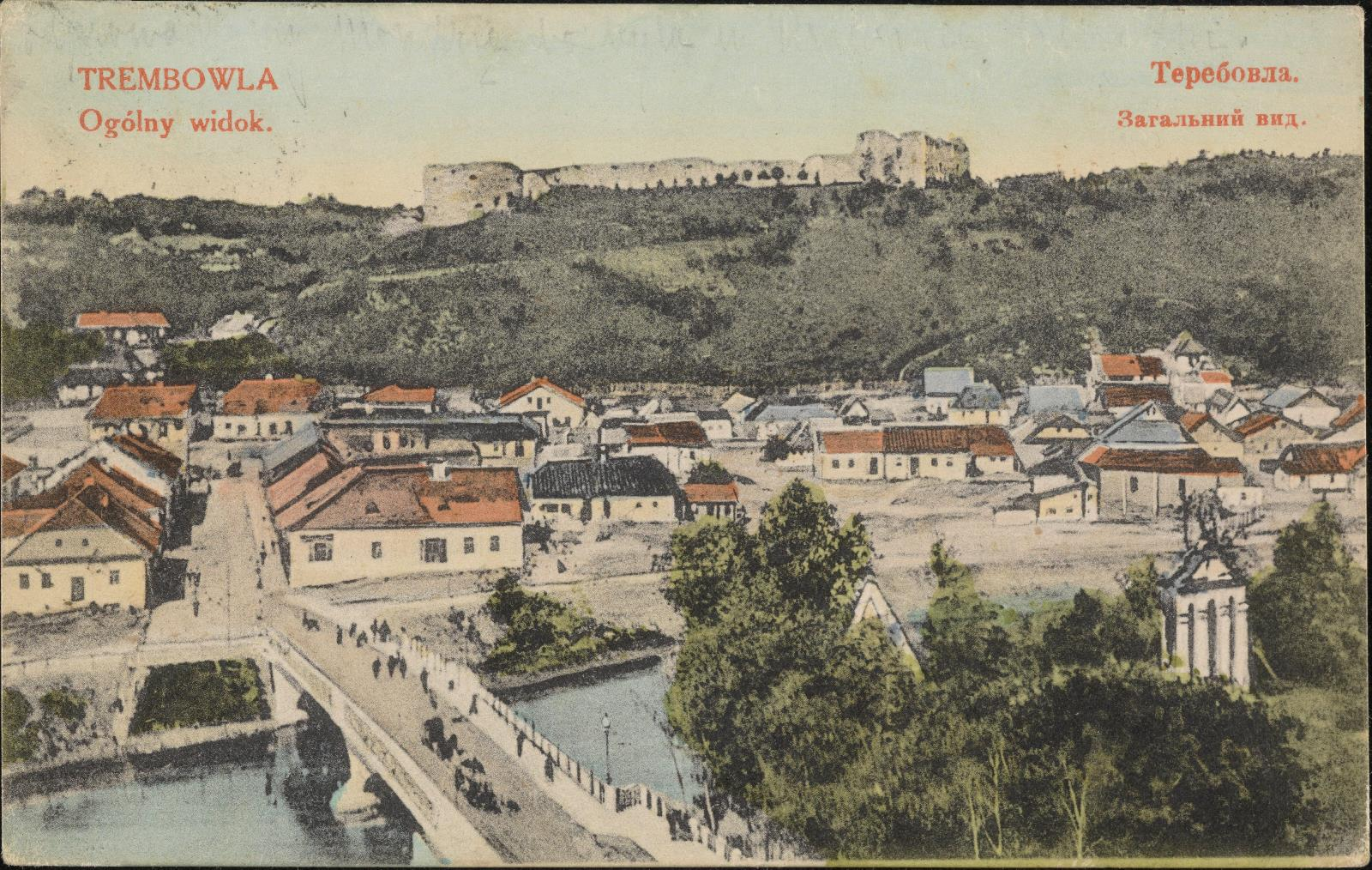
Вид на город и замок, 1907

Теребовля расположена на юге Тернопольского района, на расстоянии 31 км на юг от областного центра. Город лежит в глубоком овраге реки Гнезны (левого притока Серета, бассейна Днестра) и на окрестных холмах. Река Гнезна впадает в Серет на расстоянии 3 км от города, возле села Зеленче и Семёнов. Весь город расположен в бассейне Серета. Река Гнезна разделяет Теребовлю на две части — западную и восточную (Старый город и Новый), между которыми построено несколько мостов. Некоторые из них построены ещё во времена Австро-Венгрии: при въезде в город из Тернополя, в центре города между Старым и Новым городом и железнодорожный. Возле моста в центре есть также пешеходный мост. Ниже по течению Гнезны в 1978 году построили новый мост, который заменил старый деревянный.
Теребовля расположена на западе Подольской возвышенности, в основе которой лежит Волыно-Подольская плита. Рельеф города очень неоднороден. Перепад высот достигает 90 метров. Центральная часть в долине Гнезны равнинная, с незначительными перепадами относительных высот. Однако большую часть города занимают окрестные холмы, изрезанные многочисленными оврагами, углубленными в том числе несколькими ручьями. Именно на холмах раскинулся пригород Сады, который по размерам не меньше центральной части города.
Город расположен в лесостепной природной зоне. На запад и север от города тянется массив Теребовлянского леса.
Площадь зелёных насаждений — 336 га. В городе два парка: им. Тараса Шевченко и Молодёжный. Также в Теребовле является значительное количество садовых насаждений, которые стали основой названия двух больших частей города: Сады и Садики.

### Климат
Территория Теребовлянского района имеет умеренно континентальный климат с нежарким летом, мягкой зимой и достаточным количеством осадков. Среднегодовая температура составляет +7 °C. Средняя температура января составляет −5,4 °C, а июля — +18,1 °C. Около 25 % летнего сезона имеет среднесуточную температуру выше +25 °C. 155 дней в году — температура выше 10 °C. Район лежит в зоне значительного увлажнения. Среднее количество осадков составляет 620 мм. Особенно дождевыми бывают три летних месяца. В этот период часто бывают ливни, нередко — грозы, а иногда — град. Летом выпадает наибольшее количество осадков.

### Почвы
Поскольку Теребовлянщина расположена в зоне лесостепи, то самыми распространёнными являются лесные оподзоленные почвы. Преобладают серые лесные почвы, чернозёмы оподзоленные, чернозёмы типичные малогумусные.

### Полезные ископаемые
Вблизи Теребовли находятся преимущественно строительные полезные ископаемые. Прежде всего, это известный теребовлянский песчаник. Застеноцкое месторождение песчаника упоминается в теребовлянских городских актах ещё 1430 года. Залежи песчаника залегают на склонах Серета и Гнезны. Серо-зелёный, серо-розовый или красно-бурый теребовлянский мелкозернистый камень-песчаник около семисот лет добывают и используют как строительный материал для фундаментов или для сооружения частных домов, храмов, оборонительных сооружений, мостов, дорог, для изготовления тротуарных плит и бордюров, парапетов, лестниц и карнизов, памятников, чеканов для печей и др. Также здесь много залежей песка и глины. В частности, в Теребовлянском лесу, на север от города, есть песчаный и глиняный карьеры (прежде всего гончарные и огнеупорные глины). Они были достаточной ресурсной базой для кирпичных заводов, которых в советские времена было достаточно много. Непосредственно возле самого карьера построили Теребовлянский кирпичный завод.

## История

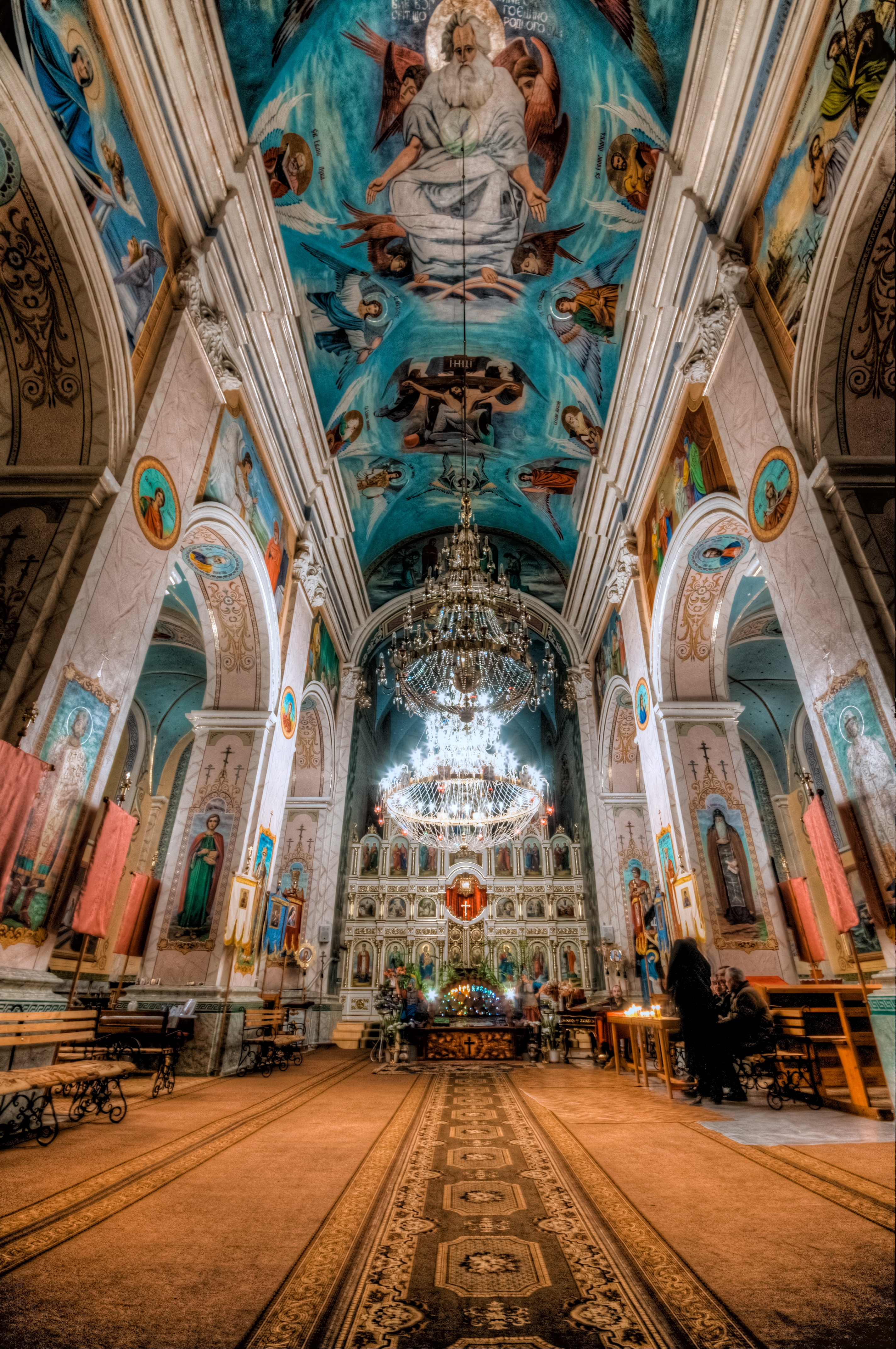
Костел Успения Девы Марии

Территория Теребовли была заселена уже во времена неолита. Первое упоминание в Ипатьевской Летописи датируется 1097 годом. Согласно археологическим данным Теребовльский детинец был построен князем Васильком Ростиславичем на более древних укреплениях лука-райковецкой культуры и железного века. При нём Теребовль стал центром удельного Теребовльского княжества в составе Волынского (с 1097 года), Галицкого (с 1140 года) и Галицко-Волынского княжества (с 1199 года. Разрушен в результате монгольского нашествия на Русь.
В 1349 году Теребовль был захвачен Польшей, при которой началось строительство нового Теребовлянского замка. Теребовль числится в летописном «Списке русских городов дальних и ближних» (XV в.) в группе волынских городов. В 1389 году получил магдебургское право.

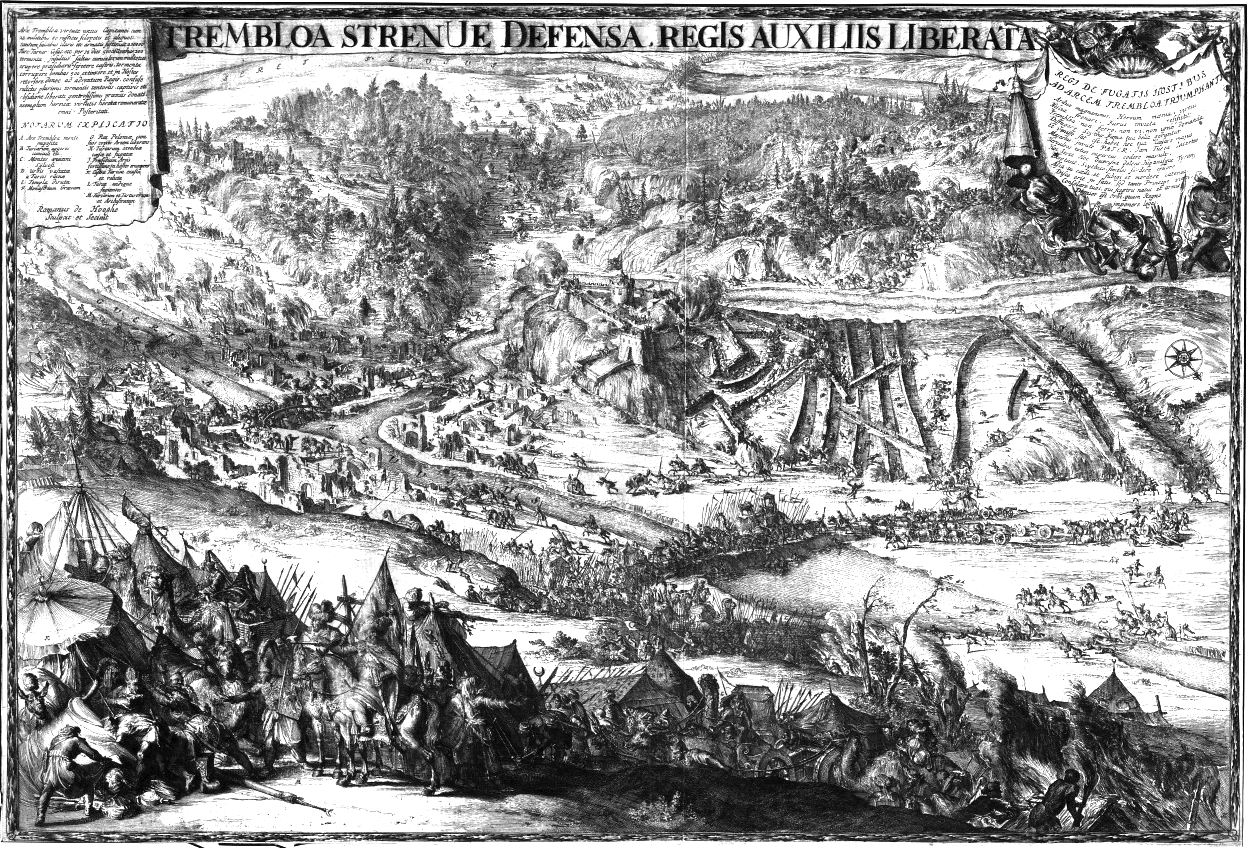
Осада Теребовли османами (1675)

В составе Польше Теребовля являлась приграничной крепостью в борьбе с татарами (1453, 1498, 1508, 1516) и Турцией (1675, 1688), во время которой несколько раз разрушалась.
В 1594 году крепость захвачена была восставшими украинскими казаками под предводительством Северина Наливайко.
В 1772—1918 годах она входила в состав Австро-Венгрии, в 1918—1919 годах — в состав ЗУНР, а с июля 1919 до сентября 1939 года находилась в составе Тарнопольского воеводства Польши.
С 1939 года получила статус города. Также, в 1939 году здесь началось издание местной газеты.
В ходе Великой Отечественной войны 8 июля 1941 года город был оккупирован наступавшими немецкими войсками, 23 марта 1944 года — освобождён войсками 60-й армии.
В 1964 году здесь был построен кинотеатр и начала работу фабрика ёлочных игрушек.
В 1975 году численность населения составляла 11,6 тыс. человек, здесь действовали фабрика ёлочных украшений, филиал Львовской обувной фирмы «Прогресс», завод сухого обезжиренного молока и другие предприятия пищевой промышленности.
В январе 1989 года численность населения составляла 13 622 человек, основой экономики в это время являлись пищевая промышленность и обувная фабрика.
В мае 1995 года Кабинет министров Украины утвердил решение о приватизации находившихся в городе райсельхозтехники, завода по производству сухого обезжиренного молока, фабрики ёлочных игрушек, в июле 1995 года было утверждено решение о приватизации обувной фабрики.
В ходе административно-территориальной реформы в Украине, в 2020 году Теребовлянский район был упразднён, а город стал административным центром Теребовлянской городской общины Тернопольского района.

## Население
По состоянию на 1 января 2013 года численность населения составляла 13 783 человек.

### Языковой состав
Родной язык населения по данным переписи 2001 года:
| Язык       | Численность, чел. | Доля     |
| ---------- | ----------------- | -------- |
| Украинский | 13 262            | 98,57 %  |
| Русский    | 170               | 1,26 %   |
| Другое     | 23                | 0,17 %   |
| Итого      | 13 455            | 100,00 % |

## Галерея
|                           |                        |                               |                         |                  |
| Костел Успения Девы Марии | Подгорянский монастырь | Теребовлянский замок с высоты | Пейзаж вокруг Теребовля | Городская ратуша |

## Культура

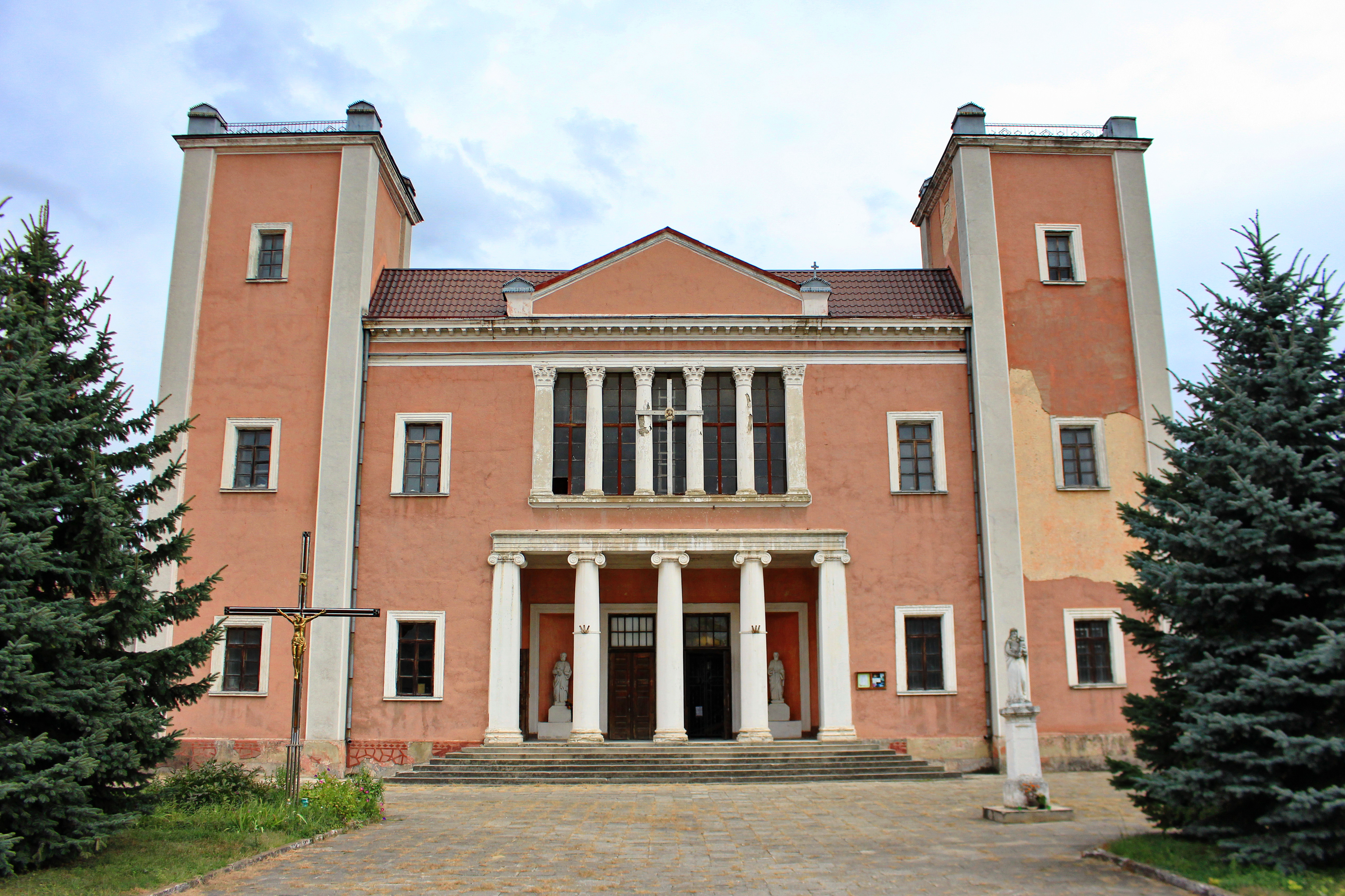
Костел Петра и Павла

В центре города расположена Николаевская церковь, первое упоминание о которой датируется 1614 годом. Изначально она имела признаки готического стиля, но в результате перестроек с 1734 г. представляет собой образец оборонительного культового сооружения с закрытым боевым ярусом и бойницами.
Комплекс сооружений монастыря кармелитов, построенный в 1635—1640 гг., относится к памятникам ренессансно-барочной архитектуры.
Теребовлянская ратуша XVIII века во время Первой мировой войны получила значительные разрушения. Позже её отстроили, и ратуша стала двухэтажной, с трехъярусной башней.

## Транспорт
Железнодорожная станция Трембовля на линии Тернополь — Стефанешты.

## Города-побратимы
- Клодзко (Польша)
- Любачув (Польша)